# Kalø veteranbiltræf
Kalø Veteranbiltræfene er ugentlige arrangementer, hvor veteranbiler samles ved Kalø Slotsruin på Djursland. Det startede i 2002, og træffene finder sted hver tirsdag i forårs-, sommer- og efterårsmånederne med op til 600 veteranbiler per gang, ifølge en af stifterne, Bent Ammitsbøl. Veteranbilejerne behøver ikke at tilmelde sig, men dukker bare op i løbet af eftermiddagen og først på aftenen. Tirsdags-træffene er baseret på selvjustits, og der er ingen ansatte eller officials. Det er gratis at deltage for udstillere såvel som publikum. Træffene bliver afholdt på et svagt skrånende græsareal ned til Aarhusbugten med udsigt over Kalø Slotsruin i Egens Vig ved Nappedam. Området ligger i bunden af Aarhusbugten og ud til Molsvej, to kilometer syd for byen Rønde, 30 km nord for Aarhus. Hovedvægten er på veteranbiler, men også gamle motorcykler og knallerter deltager, ligesom der ofte kommer stylede køretøjer af forskellig art.

## Historik
I 2002 startede træffene ud fra isboden ved P-pladsen til Kalø Slotsruin. Her blev nogle veteranbilentusiaster enige om at mødes ugentligt for at køre fælles ture i Molslandet. Med over 100 veteranbiler per gang i dag er det ikke længere praktisk med de fælles køreture.

## Specialmotorer
Af interesse for motorinteresserede i området er også: Dansk Motor- og Maskinsamling i Kirial ved Grenaa, der rummer Nordens største samling af stationære motorer, samt Dansk Landbrugsmuseum på Gammel Estrup, der har en samling af veterantraktorer og gamle landbrugsmaskiner, foruden Dansk Landbrugsmesse, hvor disse og andre traktorer og gamle maskiner bliver startet op og vist frem i forsommeren. Ydereligere bliver der hvert år i sensommeren afholdt en festival, Mosten Raceday, der har fokus på specialbyggede racermotorcykler.   

## Galleri
- Kalø Veteranbiltræffene ligger ned til egens Vig på Djursland
- Parkeringsområdet ved Kalø Veteranbiltræf

56°17′0″N 10°29′2.1″Ø / 56.28333°N 10.483917°Ø